# Yossi Vasa
Yossi Vassa (nascido em 2 de maio de 1975) é um ator israelense. A série de comédia Nebsu criada por ele ganhou o Prêmio Emmy Internacional de 2018.

## Filmografia
- 2019: Missão no Mar Vermelho ... Retta[2]
- 2017: Nebsu (TV) ... Gili
- 2015: HaChadash Shel Omri Gordon (TV) ... Yossi
- 2013: Summer of 89 (curta-metragem) ... Gathun
- 2013: Ptzuim BaRosh (TV) ... Policial
- 2010-2013: Ha-Misrad (TV) ...Ababa (Avi) Sharon
- 2009: Mandelbaum Balash Prati (TV) ... Mac
- 2008: Zrubavel ... Yissachar
- 2005: Um Herói do Nosso Tempo ...Mike
- 2003-2008: Ha-Pijamot (TV) ... Soldado
- 2002: Am Yisrael Live (TV)